# Courant glaciaire Rutford
Le courant glaciaire Rutford est un courant glaciaire d'Antarctique situé dans l'Ouest du continent, au pied du versant oriental des monts Ellsworth. Long de près de 300 kilomètres et large d'environ 25 kilomètres, il se déverse dans la barrière de Filchner-Ronne.